# Tatra (tramtype)

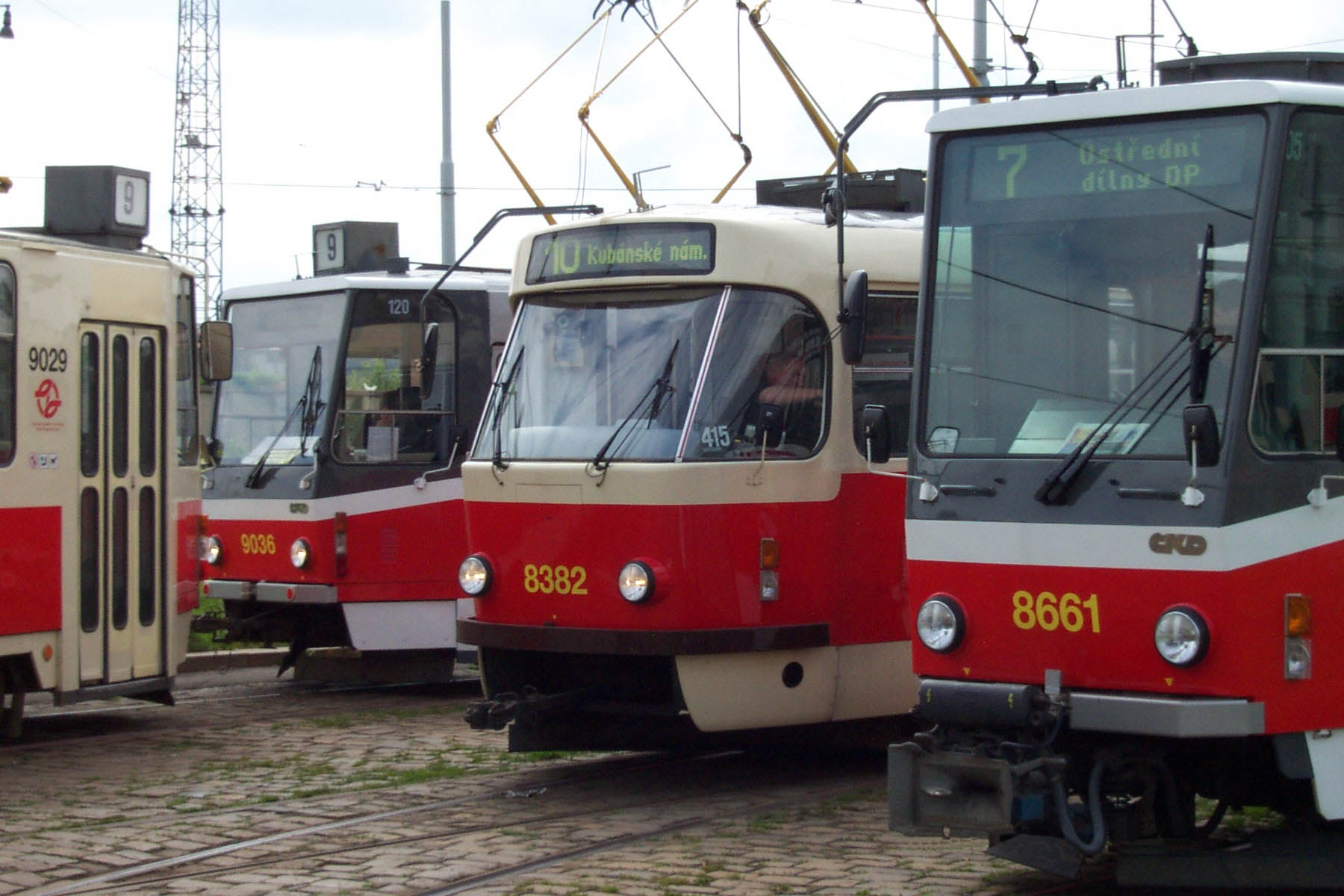
Diverse typen Tatra-trams in Praag.

Tatra is de benaming voor tramwagens gebouwd tussen 1951 en 1997 door de tramfabriek ČKD Tatra. Dit is een voormalige Tsjechoslowaakse tramproducent, gevestigd te Praag-Smíchov.
In het gebied van de Comecon (Raad voor wederzijdse economische bijstand; 1949-1991) met de lidstaten Sovjet-Unie, Polen, Duitse Democratische Republiek, Tsjecho-Slowakije, Hongarije, Roemenië, Bulgarije, Cuba en Mongolië was deze fabriek de belangrijkste producent van tramwagens.
Tatra produceerde een groot aantal trams voor de landen van het Oostblok, de Sovjet-Unie en Joegoslavië. De verouderde fabriek te Smíchov sloot haar deuren in 1996, waarna een nieuwe fabriek te Praag-Zličín in gebruik werd genomen. Door het uiteenvallen van de Sovjet-Unie in 1991 en de toenemende concurrentie in Midden- en Oost-Europa na 1990 stortte de markt voor Tatra-trams in de jaren negentig in, waardoor de productie werd ingekrompen. In 2000 ging het bedrijf failliet en werd het overgenomen door Siemens AG. De bouw van nieuwe modellen Tatra-trams en de modernisering van bestaande trams wordt sinds 2001 uitgevoerd door het bedrijf Aliance TW.

## Geschiedenis
ČKD Tatra ontstond in 1946 als Vagonka Tatra Smíchov n.p. uit een onderdeel van het genationaliseerde bedrijf Ringhoffer-Tatra Werke AG, ontstaan uit een fusie van de Tatra-Werke AG en de Ringhoffer-Werke te Praag, dat al vanaf 1854 spoorwegmaterieel en later trammaterieel bouwde.
De eerste vierassige tramwagen naar het model van de PCC-car werd in licentie in 1951 gebouwd als model T1. ČKD Tatra had dat jaar de licentie voor PCC-trams verworven, en dit legde de basis voor de grote productie in de volgende decennia. De van oorsprong Amerikaanse PCC-car werd in de uitvoering van Tatra vanaf de jaren vijftig het standaardtype tram voor veel van de in de Russische invloedssfeer liggende landen.
De Tatra-trams worden inmiddels door de in 2001 opgerichte Aliance TW verder ontwikkeld. Dit bedrijf bestaat uit het voormalige spoorwegwerkplaats Krnovské opravny a strojírny s.r.o. (KOS) in Krnov, het constructiebedrijf VKV Praha s.r.o. en het verkoopbedrijf  Pragoimex a.s., beide uit Praag.

## Nog in vele steden in dienst
Tatra-trams rijden tegenwoordig onder andere nog in de volgende Duitse steden: Berlijn, Chemnitz, Cottbus, Gera, Frankfurt (Oder), Gotha, Görlitz, Halle (Saale), Leipzig, Magdeburg, Plauen, Potsdam, Rostock en Zwickau.
Vooral in het thuisland Tsjecho-Slowakije (sinds 1993 Tsjechië en Slowakije) zijn de Tatra-trams sinds de jaren vijftig in alle tramsteden (Bratislava, Brno, Košice, Liberec, Most, Olomouc, Ostrava, Plzeň, Praag en Ústí nad Labem) in grote aantallen te vinden, in dit land reden jarenlang (bijna) geen andere trams dan Tatra-vierassers (typen T1, T2 en T3).
Ook in de Sovjet-Unie waren duizenden Tatra-trams te vinden, dit omdat de Russische tramindustrie niet in staat was om voldoende trams te bouwen om aan de vraag te kunnen voldoen. De Tatra's rijden nog steeds in vele steden in de voormalige Sovjet-Unie, inmiddels ook als tweedehands exemplaren afkomstig uit de vroegere DDR of uit Tsjechië of Slowakije.
In de andere 'Oostbloklanden' waren de Tatra's minder sterk verspreid, in Hongarije, Polen, Roemenië en Bulgarije werd voornamelijk gebruik gemaakt van trams uit de lokale productie. De Tatra's werden geleverd aan diverse steden in Roemenië (Arad, Brăila, Boekarest, Galați en Iași) en Bulgarije (Sofia). In Hongarije (Boedapest) verschenen de Tatra's vanaf 1978. In Polen (Warschau) bleef het in 1951 bij twee proefwagens van het type T1, die als voorbeeld dienden voor de Poolse tramproductie van Konstal.
Buiten de Midden- en Oost-Europese landen werden er ook Tatra's geleverd aan Joegoslavië (Belgrado, Osijek, Sarajevo en Zagreb), Egypte (Caïro) en Noord-Korea (Pyongyang).
De in de Oost-Duitse steden meest voorkomende typen waren T3D, T4D, KT4D en T6A2D alsmede de gemoderniseerde uitvoeringen − gedeeltelijk ook met lagevloer-middenbak. In Strausberg kwamen ook trams van het type KT8D5 in bedrijf, alsmede het prototype van de T6C5.

## Tramtypen

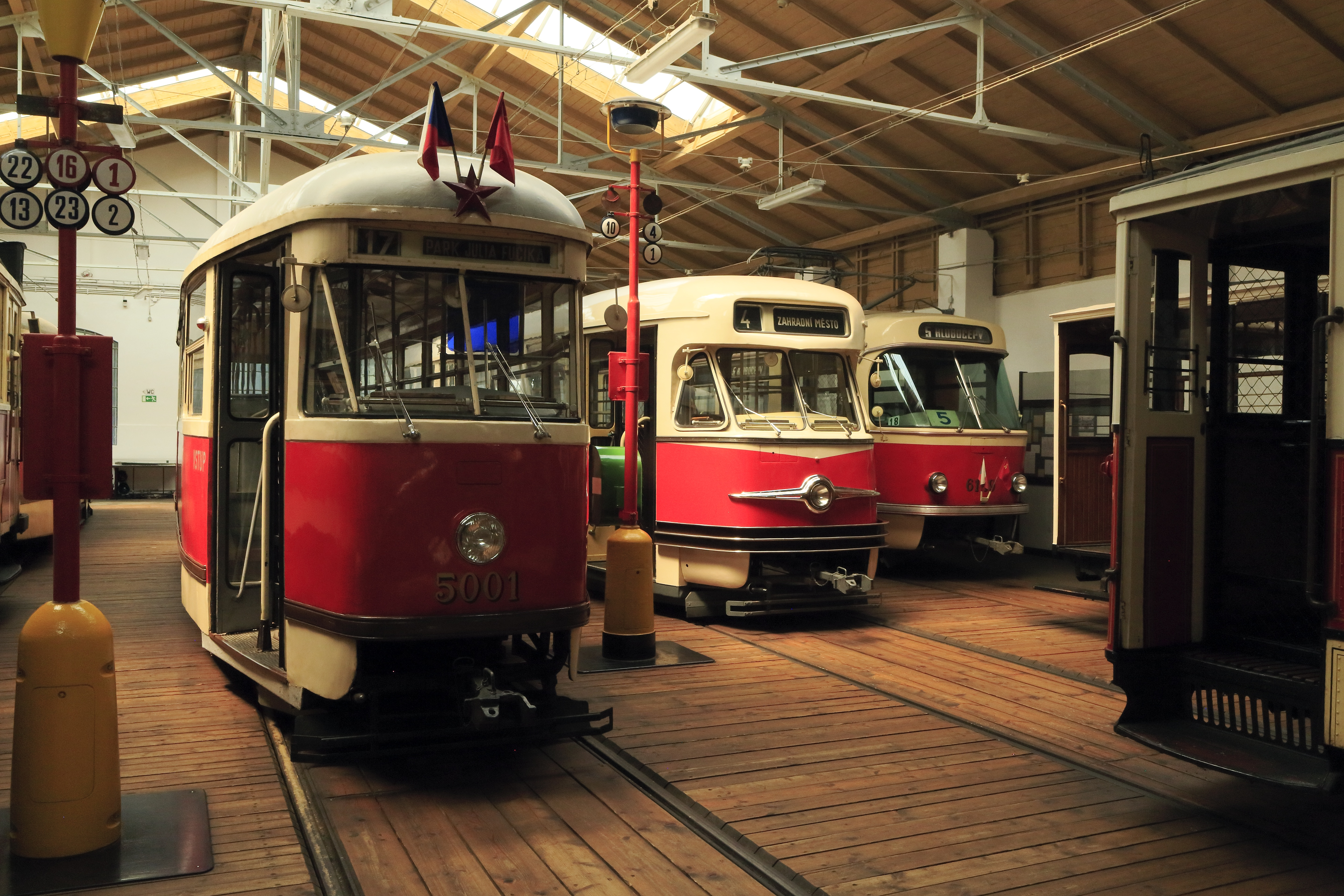
T1, T2 en T3 te Praag

### T1
De serieproductie van de T1 liep van 1952 tot 1958. Er werden 287 trams van dit type gebouwd, waarvan er 265 naar zes Tsjechoslowaakse trambedrijven gingen (waarvan 133 naar Praag), 20 naar Rostov (Sovjet-Unie) en 2 naar Warschau (Polen).

### T2
Daarna volgde het type T2, dat gebouwd werd van 1958 tot 1962. Hiervan werden er totaal 771 exemplaren gebouwd, 391 voor Tsjechoslowaakse steden (Bratislava, Brno, Košice, Liberec, Most, Olomouc, Ostrava, Plzeň, Praag en Ústí nad Labem) en 380 voor de Sovjet-Unie.

### T3
In 1963 startte de bouw van de T3, het is dit model dat het meest bekend is geworden en ook in de grootste oplage is geproduceerd en geleverd aan een reeks van steden in diverse landen. Deze trams werden tot 1989 geleverd. Van de T3 in diverse uitvoeringen zijn in totaal 13.991 exemplaren gebouwd. Hiervan gingen er 2.280 naar de Tsjechoslowaakse steden (waarvan 1.193 naar Praag), 11.368 naar 34 steden in de Sovjet-Unie (waarvan 2.069 naar Moskou), 356 (inclusief 118 bijwagens B3) naar de DDR (Karl-Marx-Stadt (Chemnitz) en Schwerin), 50 naar Joegoslavië (Osijek en Sarajevo) en 50 naar Roemenië (Galați).
Deze trams waren geschikt voor trambedrijven met normaalspoor of het Russische breedspoor. Voor trambedrijven met smalspoor waren zij alleen geschikt als het vrije ruimteprofiel dat toeliet. Voor trambedrijven in de DDR werden T3's met een breedte van 2,50 m alleen geleverd aan Karl-Marx-Stadt (Chemnitz) en Schwerin.

### T4
Voor andere steden in de DDR werd een uitvoering geleverd met een smaller profiel (wagenkastbreedte 2,20 m), dit werd de T4D (D = Duitsland). Hiervan bestond ook een bijwagenuitvoering, de B4D, die uiterlijk gelijk was aan de motorwagen. Deze werden geleverd aan Halle, Dresden, Leipzig en Magdeburg. In totaal 1.766 motorwagens en 789 bijwagens gingen tussen 1967 en 1987 naar deze vier trambedrijven.
Vanaf de jaren negentig hebben veel van deze trams een grondige modernisering ondergaan, waarbij ook het uiterlijk soms behoorlijk wijzigde. Inmiddels is een groot aantal van deze trams tweedehands doorverkocht aan trambedrijven in de voormalige Sovjet-Unie en Roemenië. In Duitsland zijn de meeste inmiddels buiten dienst.
Ook bij (smalspoor)trambedrijven in de Sovjet-Unie, Roemenië (Arad, Brăila, Boekarest, Galați en Iași) en Joegoslavië (Belgrado en Zagreb) met een kleiner ruimteprofiel kwamen tussen 1971 en 1983 in totaal 954 trams van dit type terecht.

### KT4
Speciaal voor voor de (kleinere) trambedrijven met normaal- of smalspoor in de DDR werd in de jaren zeventig het type KT4 ontwikkeld, dit staat voor 'Kurzgelenk Triebwagen 4', een korte gelede motorwagen met vier assen. Deze werden gebouwd tussen 1974 en 1990. Tot 1997 werd nog een beperkt aantal nageleverd. Zij gingen naar de twaalf steden in de DDR (Berlijn, Brandenburg, Cottbus, Erfurt, Frankfurt (Oder), Gera, Görlitz, Gotha, Leipzig, Potsdam, Plauen en Zwickau). Naast diverse steden in de DDR, waren deze trams ook te vinden in de Sovjet-Unie en Joegoslavië (Belgrado en Zagreb). Bij de trams voor Noord-Korea (Pyongyang) werd in China de geleding verwijderd en ontstond een lange vierasser uit één stuk. Bij veel van de KT4D-trams werd bij modernisering later een lagevloer-middenbak toegevoegd.

### K2
In de jaren zestig werden ook de eerste zesassige gelede Tatra-trams gebouwd, het type K2. Hiervan werden er 567 geleverd tussen 1966 en 1983 aan diverse steden in Tsjecho-Slowakije (Bratislava, Brno en Ostrava), de Sovjet-Unie en Joegoslavië (Sarajevo). Tussen 1970 en 1973 gingen er ook 200 trams van het type K5AR naar Egypte (Caïro).

### T5
Een volgende ontwikkeling was de T5C5. Zij werden gebouwd tussen 1978 en 1984 en waren speciaal bestemd voor de Hongaarse hoofdstad Boedapest, waarmee er vanaf 1978 ook in Hongarije Tatra-trams verschenen. Tot dan toe waren (bijna) alle trams aldaar van Hongaars fabricaat. Er werden 322 trams van dit type geleverd.

### T6
Tussen 1983 en 1996 werden er 1.253 trams gebouwd van het type T6B5. Deze hadden een brede wagenbak van 2.480 mm en werden vooral geleverd naar de (voormalige) Sovjet-Unie, waar de meeste steden een groter ruimteprofiel hebben. De levering omvatte 1.064 trams. Ook naar Sofia (Bulgarije) gingen 37 trams van het type T6 en ook kwamen er 129 naar Pyongyang (Noord-Korea), een deel daarvan werd doorverkocht naar Ch'ŏngjin (China), waarmee er sinds 1999 ook Tatra's rijden in China.
Van het type T6 kwamen er ook exemplaren naar de (voormalige) DDR (type T6A2 en B6A2), naar Hongarije (type T6A2H) en Bulgarije (type T6A2B). De T6A2 en B6A2 (motor- en bijwagens) werden tussen 1988 en 1992 geleverd aan Berlijn, Leipzig, Magdeburg, Rostock en Schwerin (doorverkocht aan Magdeburg), totaal 186 motorwagens en 92 bijwagens. Inmiddels zijn de meeste buiten dienst gesteld. Een aantal motorwagens uit Berlijn werd in 2008 verkocht naar Szczecin, waarmee er uiteindelijk ook in Polen Tatra-trams kwamen te rijden, lang na de beëindiging van de productie.
Een variant hierop werd het type T6A5, met enkele nieuwe, moderne toevoegingen t.o.v. vorige typen, zoals digitale aanduidingen, zwenkzwaaideuren en scharfenbergkoppelingen. Tussen 1992 en 1997 werden aan de Tsjechische en Slowaakse trambedrijven in Brno, Ostrava, Praag, Bratislava en Košice in totaal 294 exemplaren geleverd.

### KT8
Tussen 1986 en 1999 werden ook nog 207 dubbelgelede Tatra-trams gebouwd, van het type KT8D5. Zij werden geleverd aan diverse steden in Tsjechië (Brno, Most, Ostrava, Plzeň en Praag) en Slowakije (Košice), maar ook 45 stuks aan Pyongyang (Noord-Korea). In 1998 werden er trams van dit type met een lagevloermiddenbak geleverd aan Brno en Ostrava. Later werden bestaande trams ook van dergelijke lagevloer-middenbakken voorzien.

### RT6
Tussen 1993 en 1997 werden 19 zesassige lagevloer-geledetrams type RT6N1 gebouwd, met drie wagenbakken, zij gingen naar Brno, Praag (Tsjechië) en Poznań (Polen).

### RT8
Als een van de laatste 'eigen' Tatra-typen werden nog achtassige sneltrams type RT8D5 gebouwd voor een tweede lichte metrolijn in Manilla (Filipijnen). In 1997-1999 ging een levering van 73 gelede trams daarheen, maar er was niet voldoende vraag (meer) naar grotere aantallen.

### Prototypen
Naast de bovengenoemde serieleveringen heeft Tatra in de loop der jaren nog vele (experimentele) prototypen gebouwd, die echter niet tot serieleveringen kwamen. Deze blijven hier onvermeld. Vaak kwam een volgend, verbeterd type wel tot seriebouw.

## Foto's van de Tatra-tramtypen

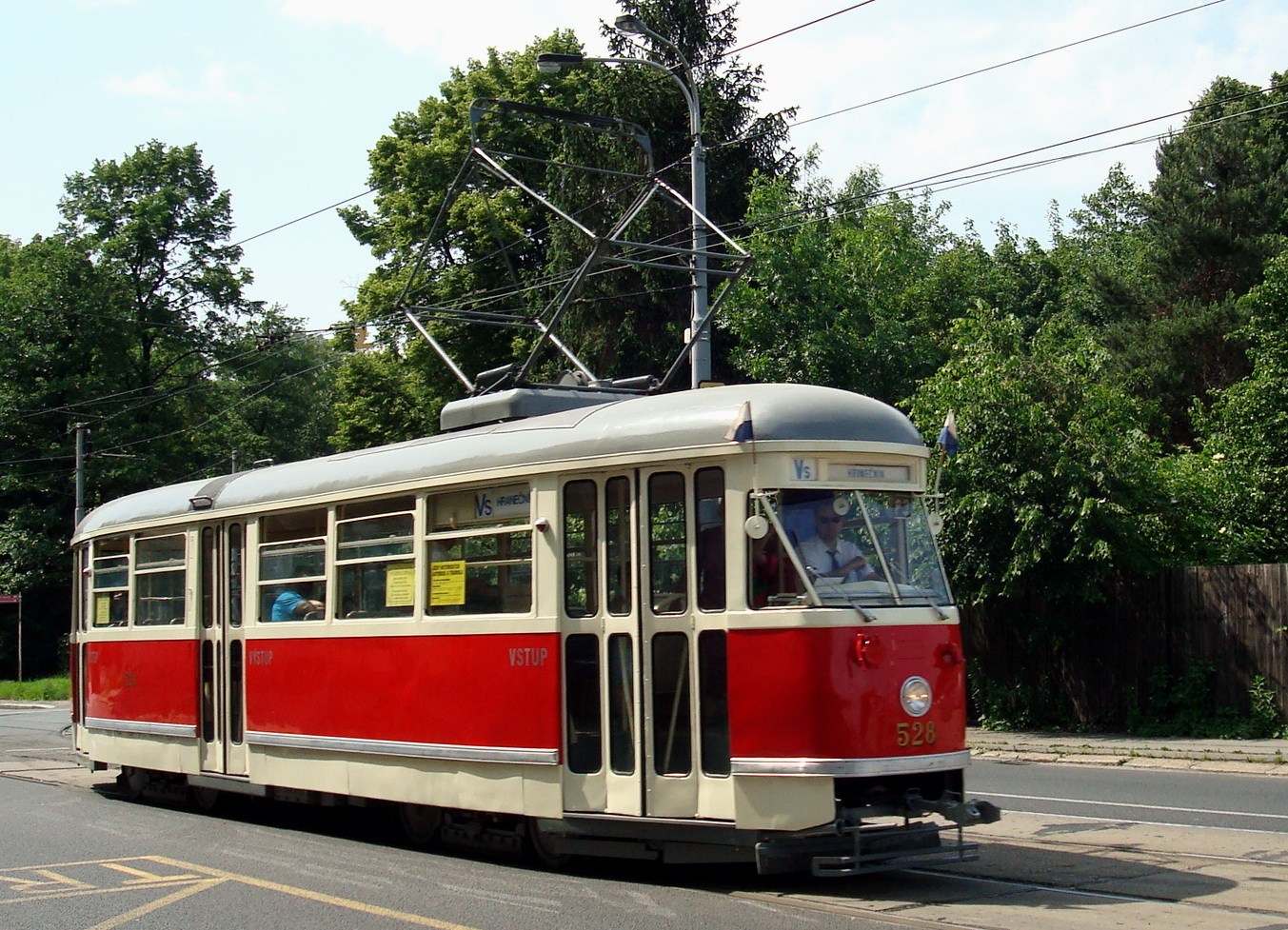
Tatra T1 in Ostrava
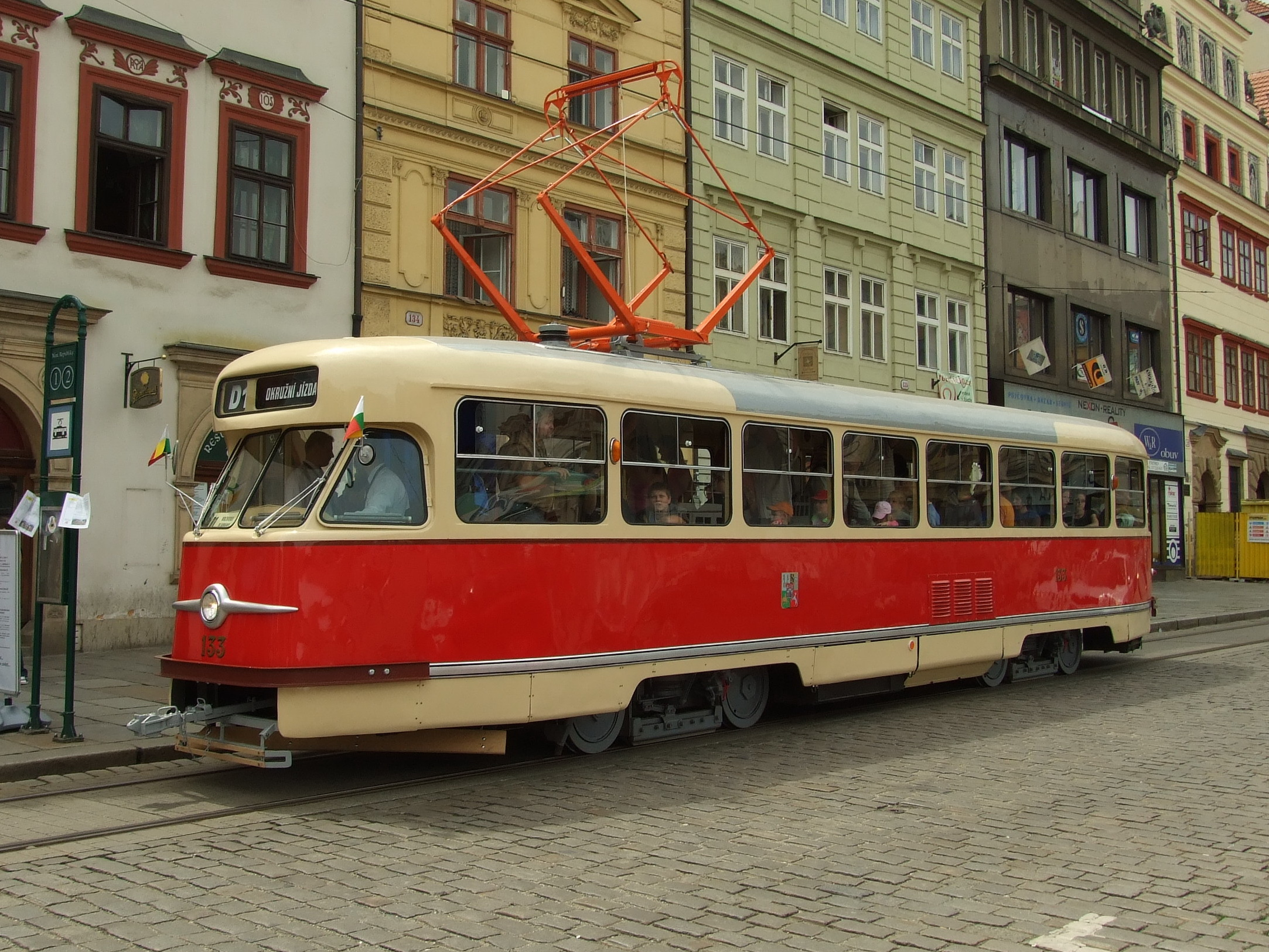
Tatra T2 in Plzeň
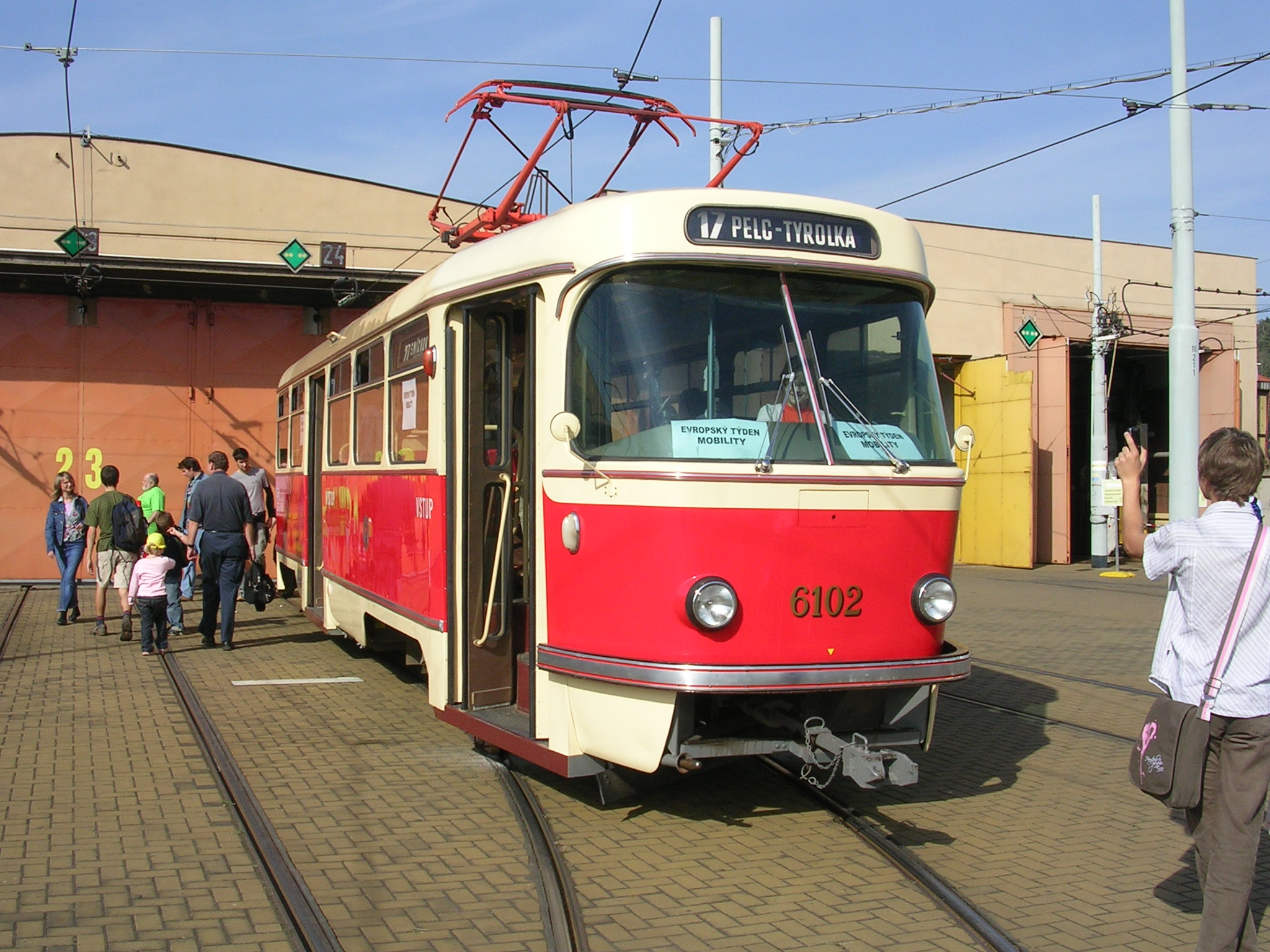
Tatra T3 in Praag
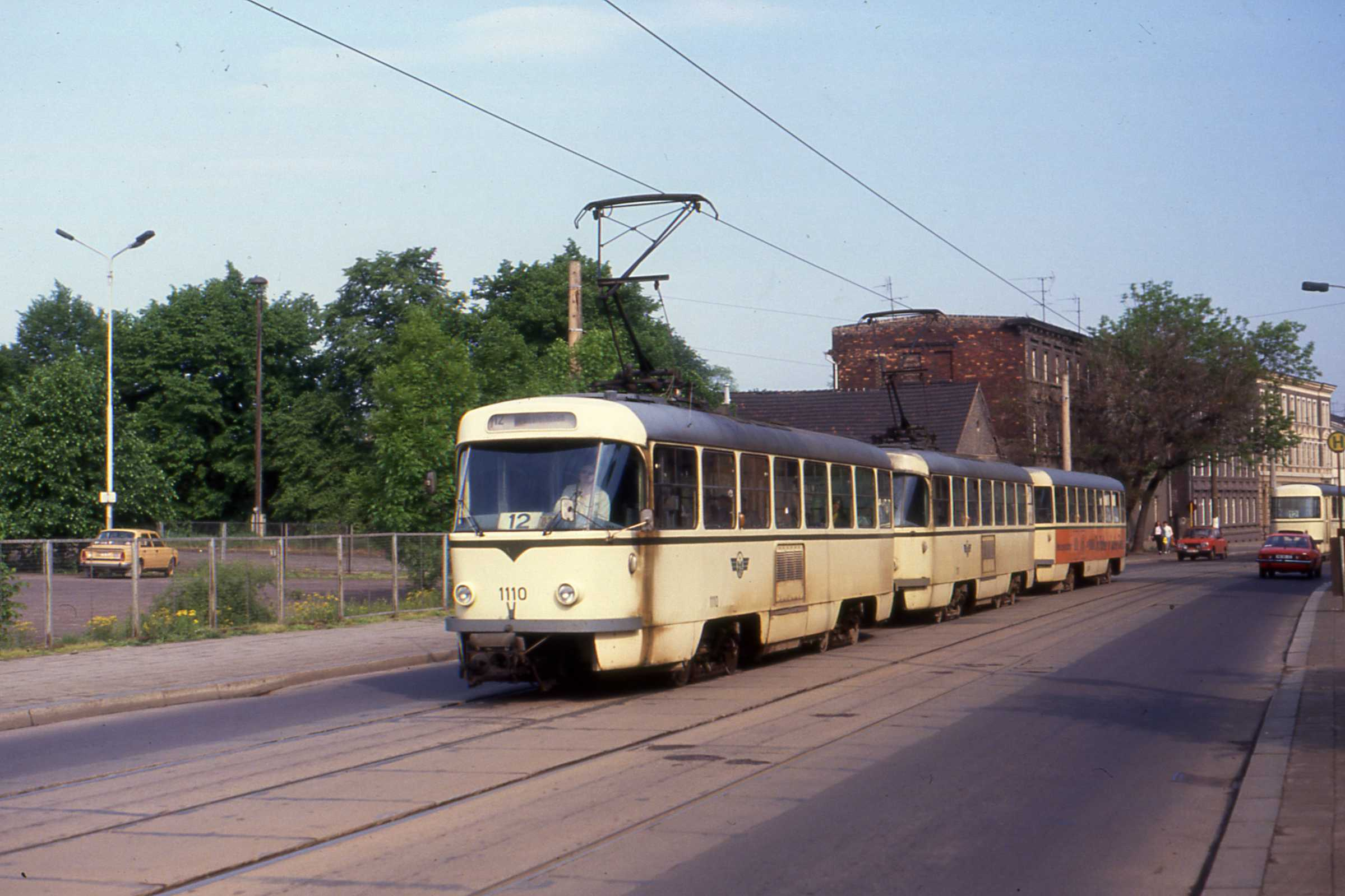
Tatra T4D + B4D in Magdeburg
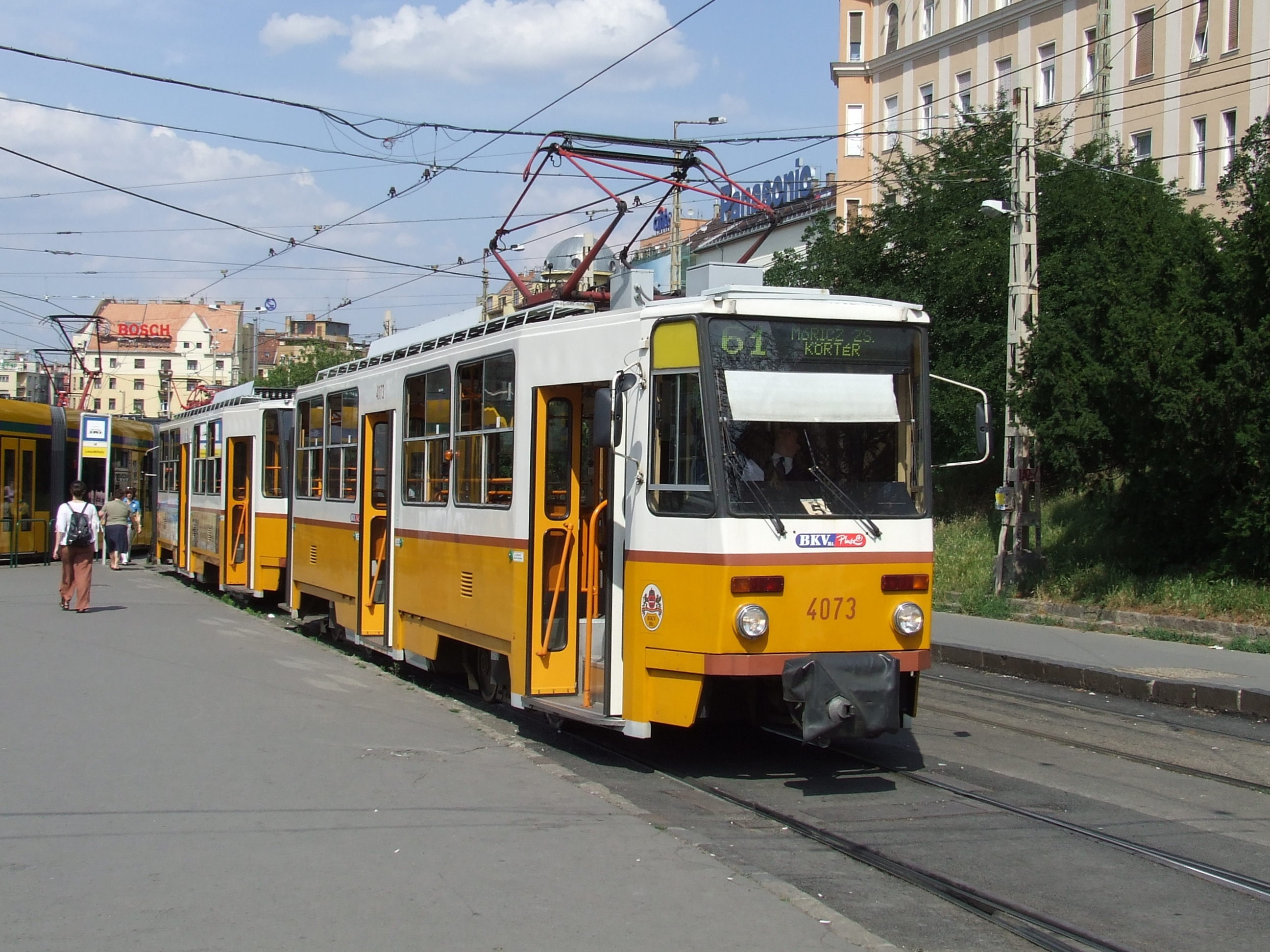
Tatra T5C5 in Boedapest
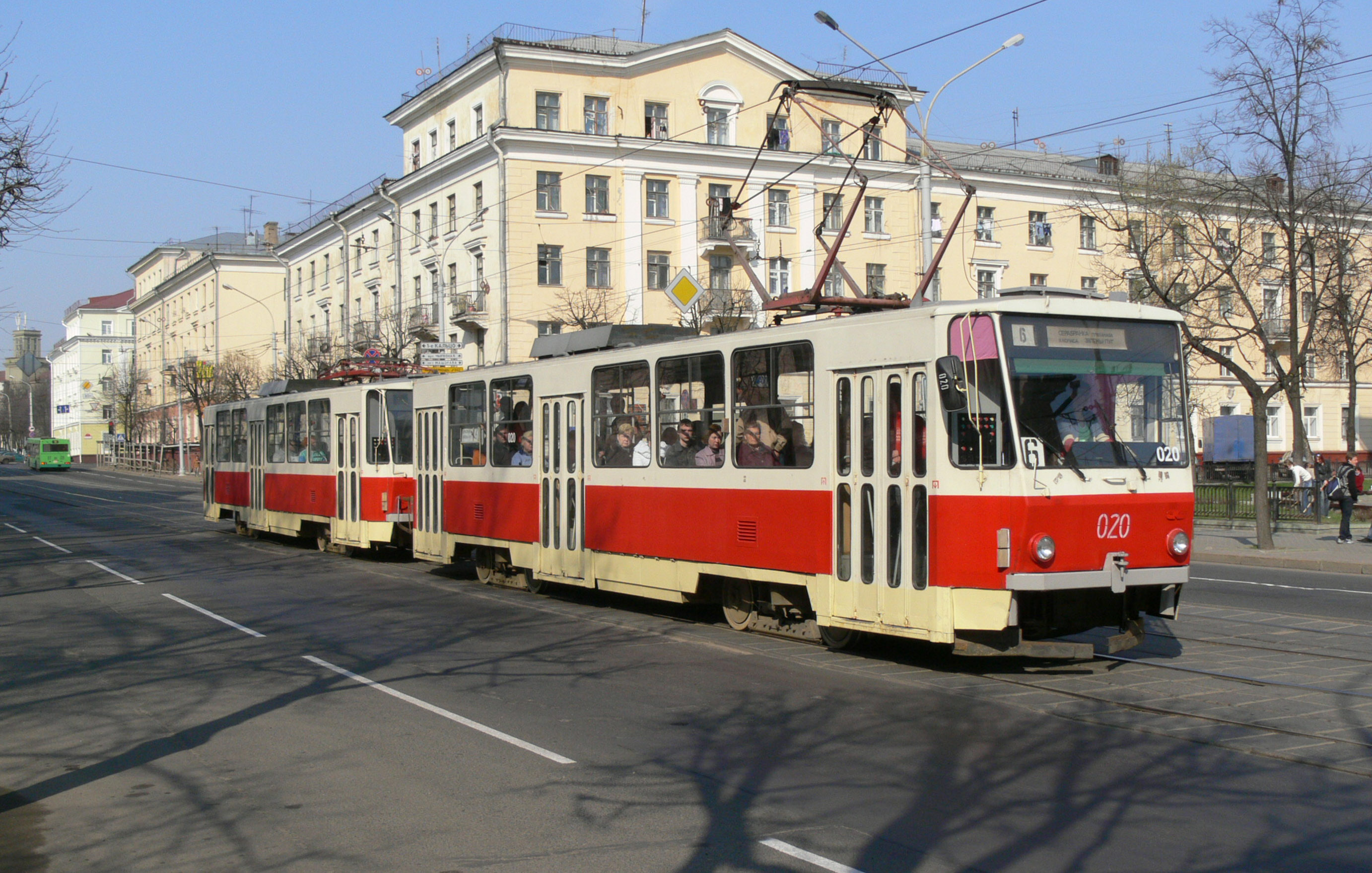
Tatra T6B5 in Minsk
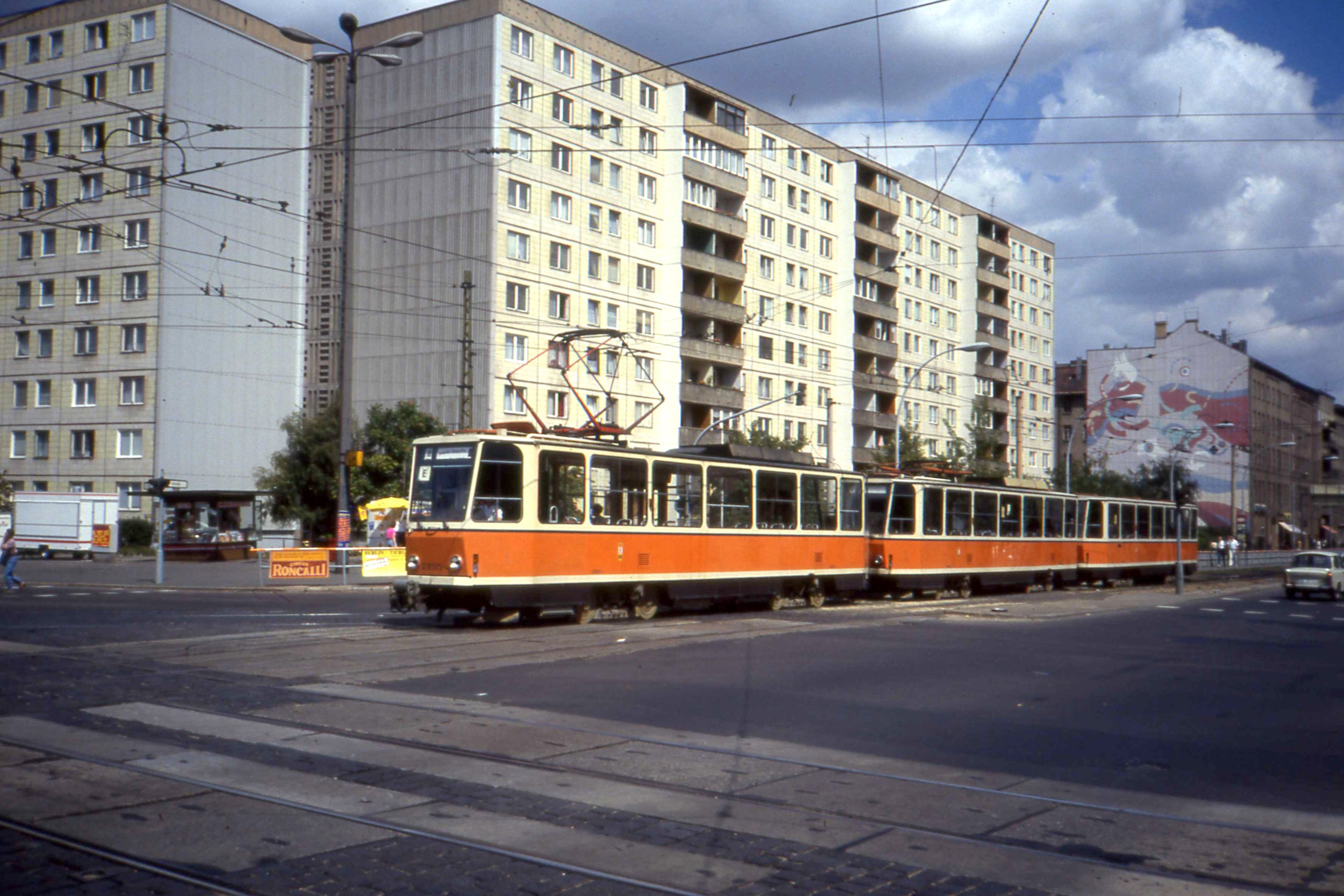
Tatra T6A2 in Berlijn
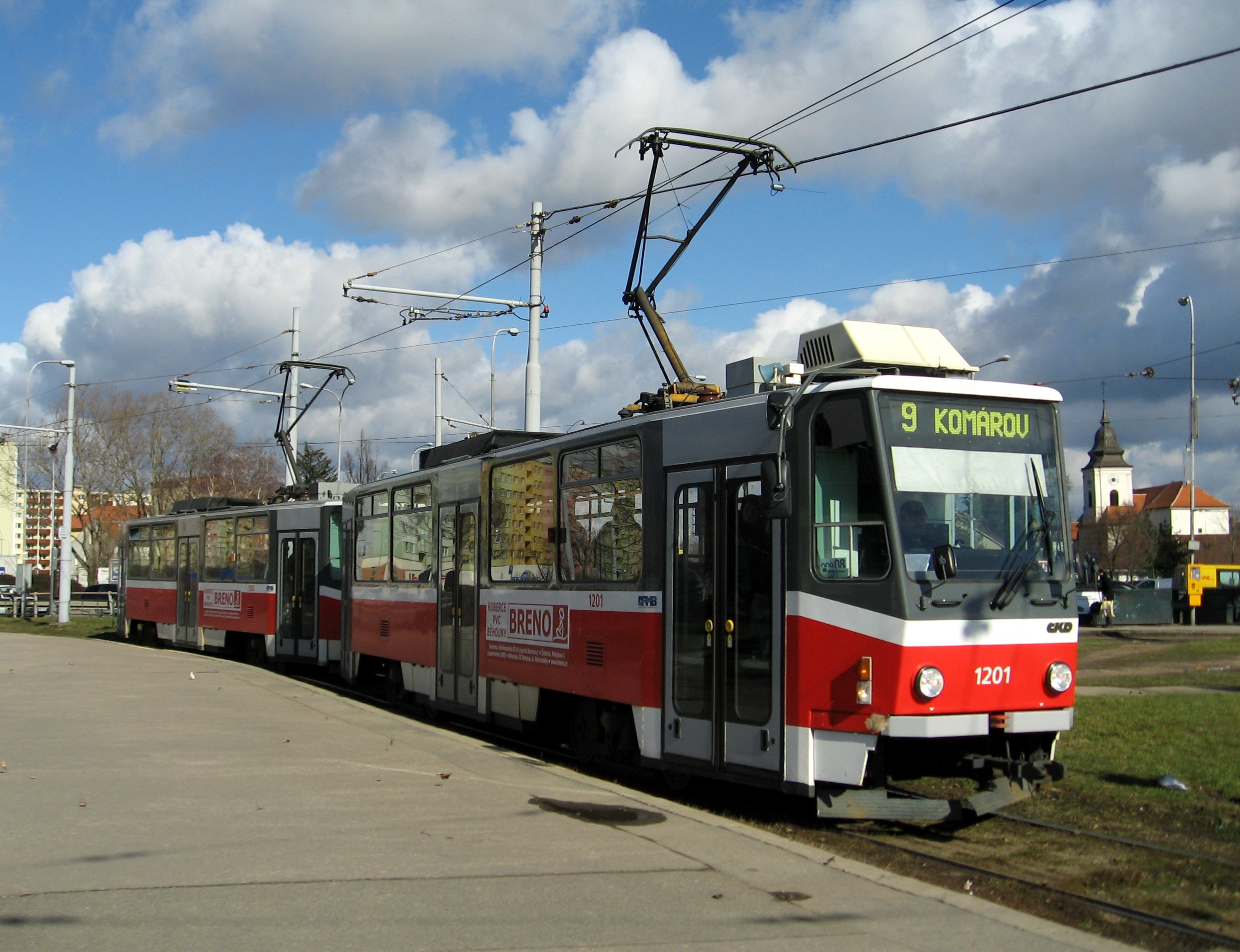
Tatra T6A5 in Brno
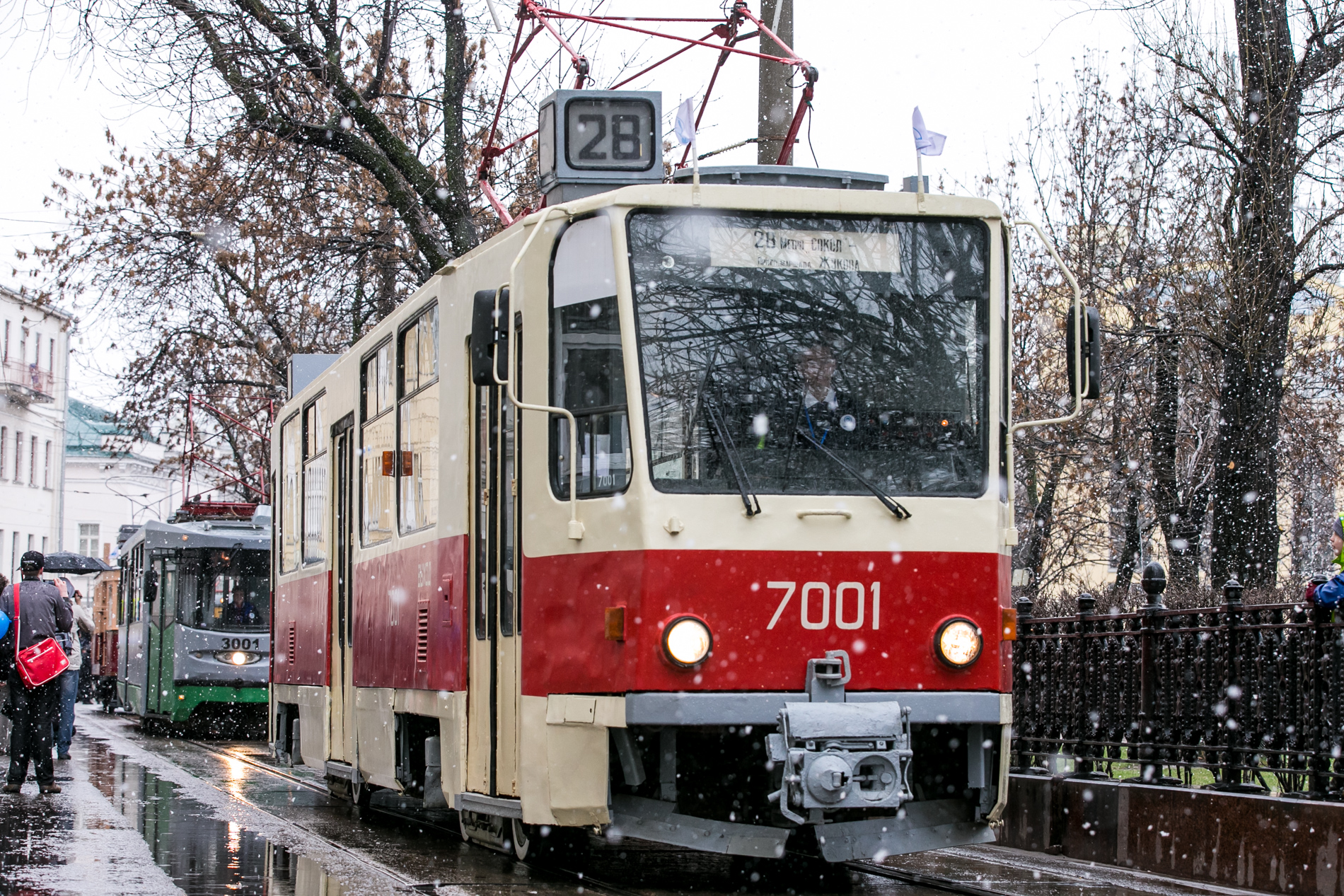
Tatra T7B5 in Moskou
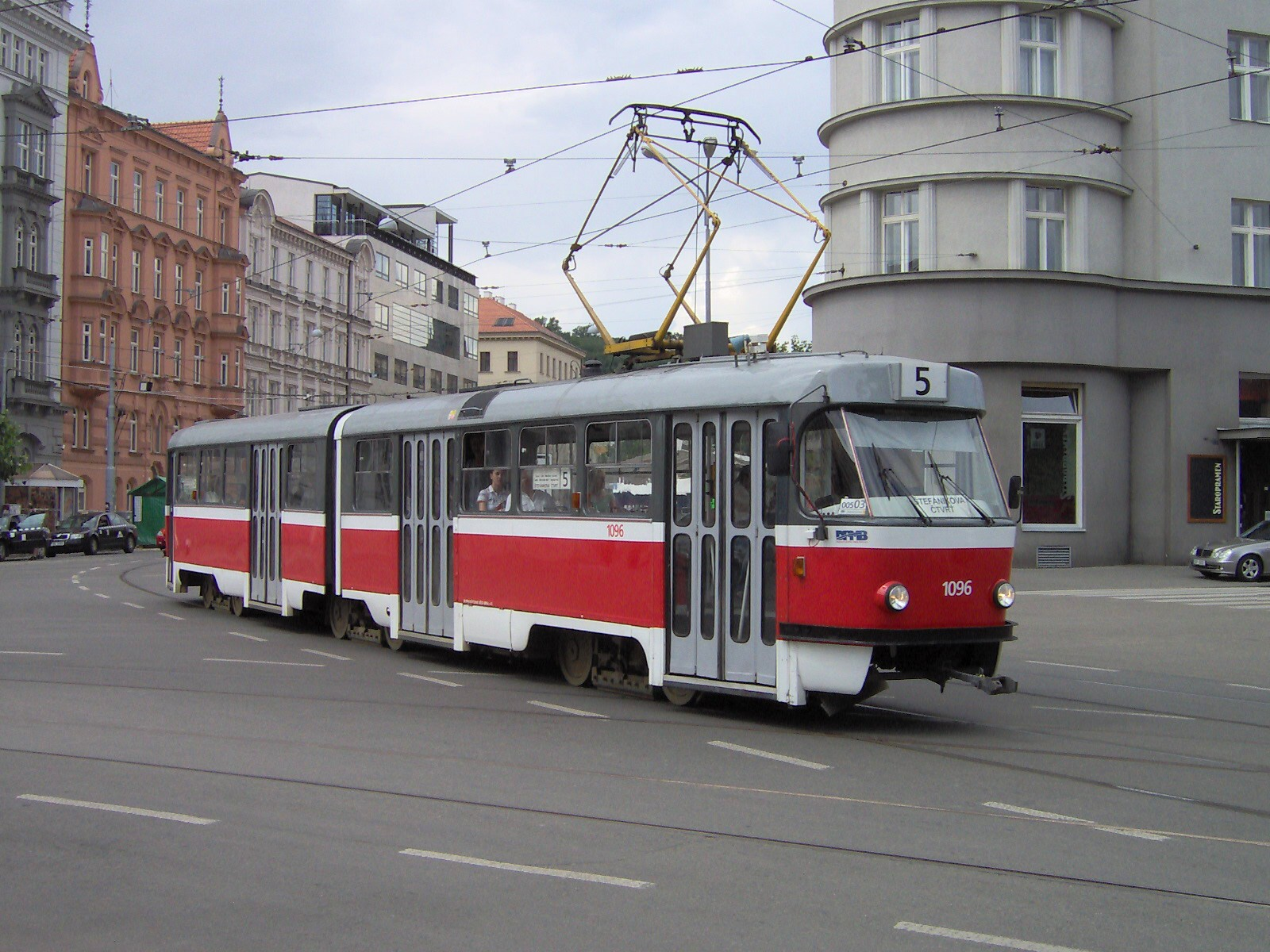
Tatra K2 in Brno
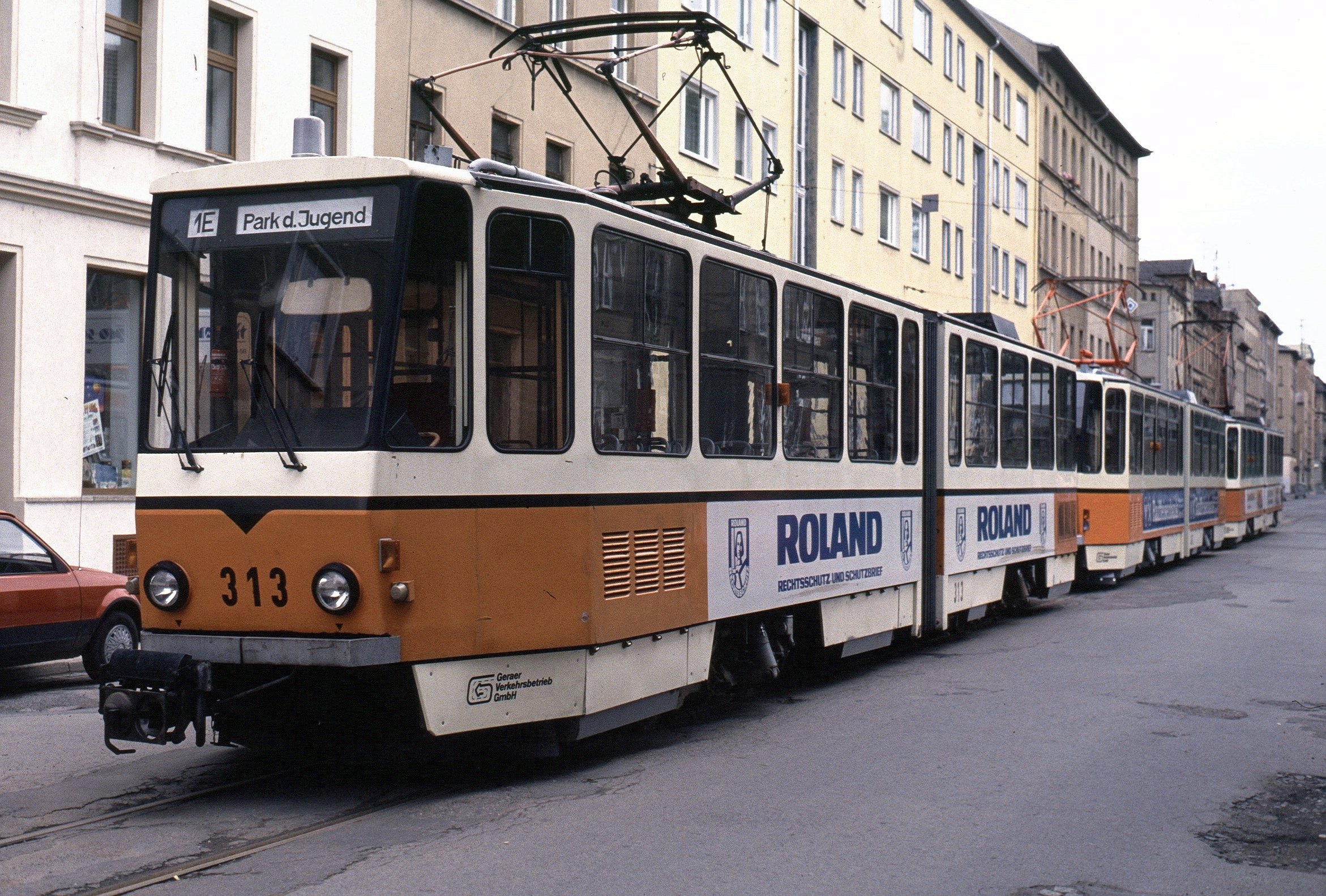
Tatra KT4D in Gera
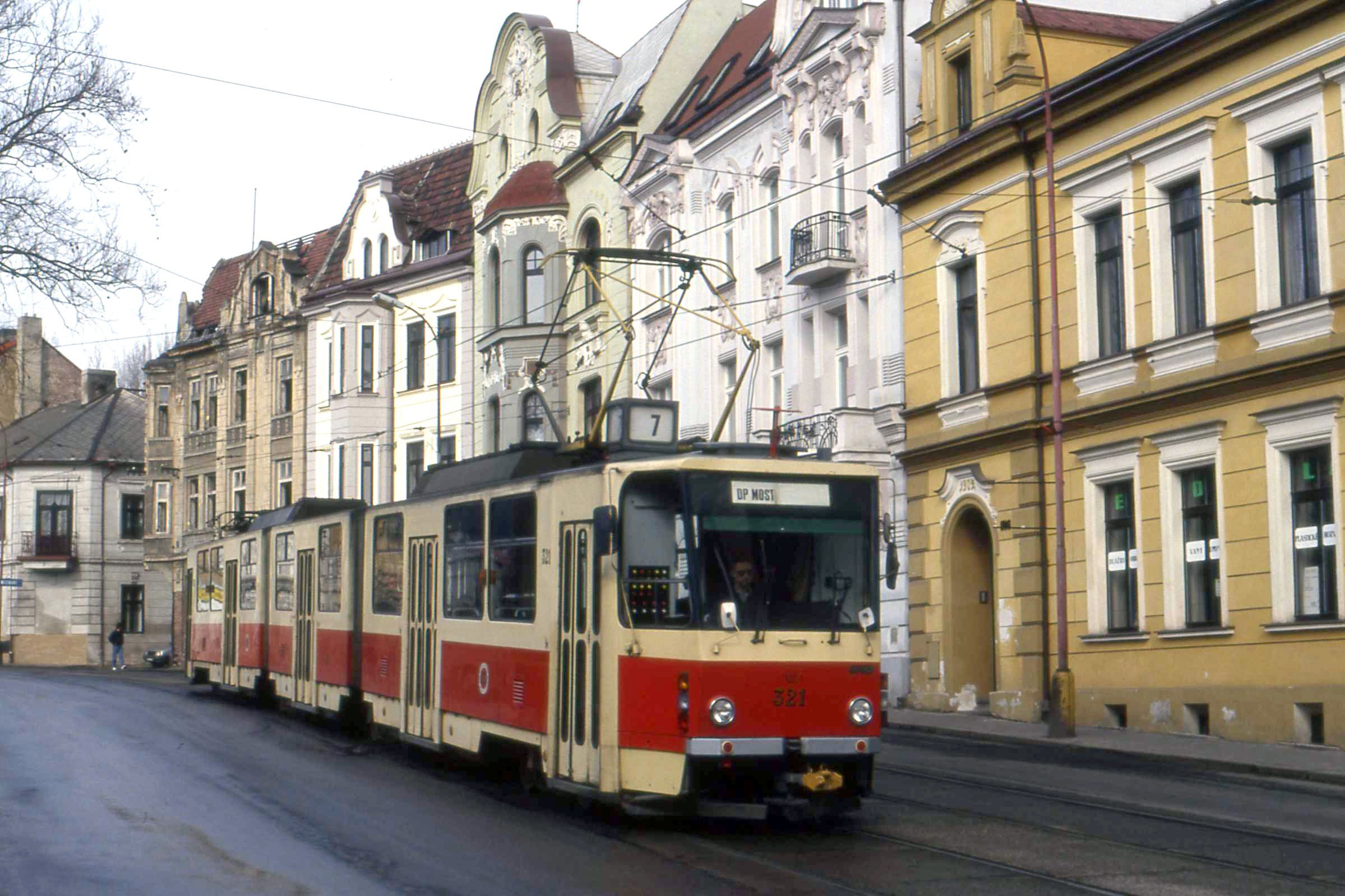
Tatra KT8D5 in Litvínov
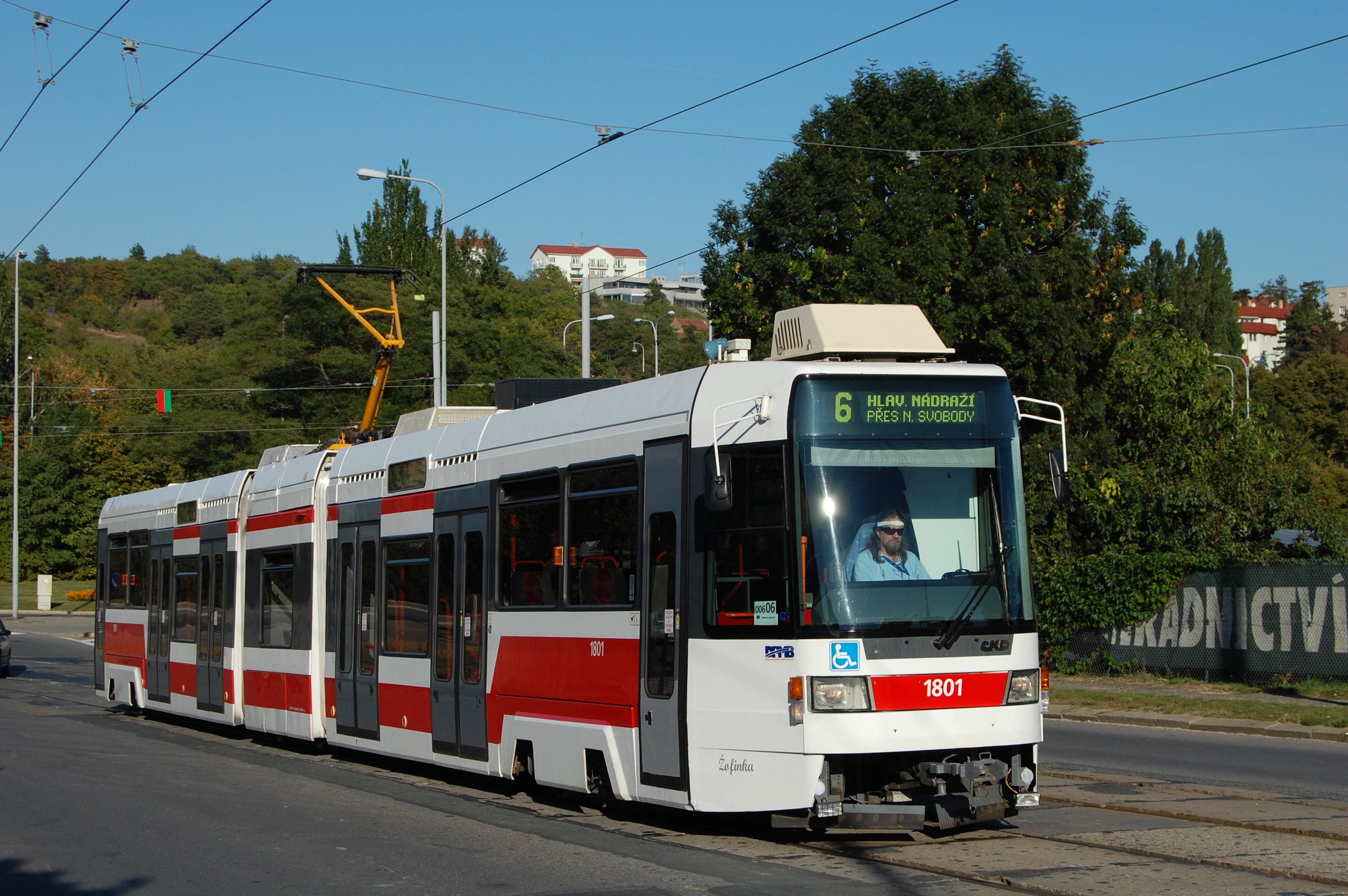
Tatra RT6N1 in Brno
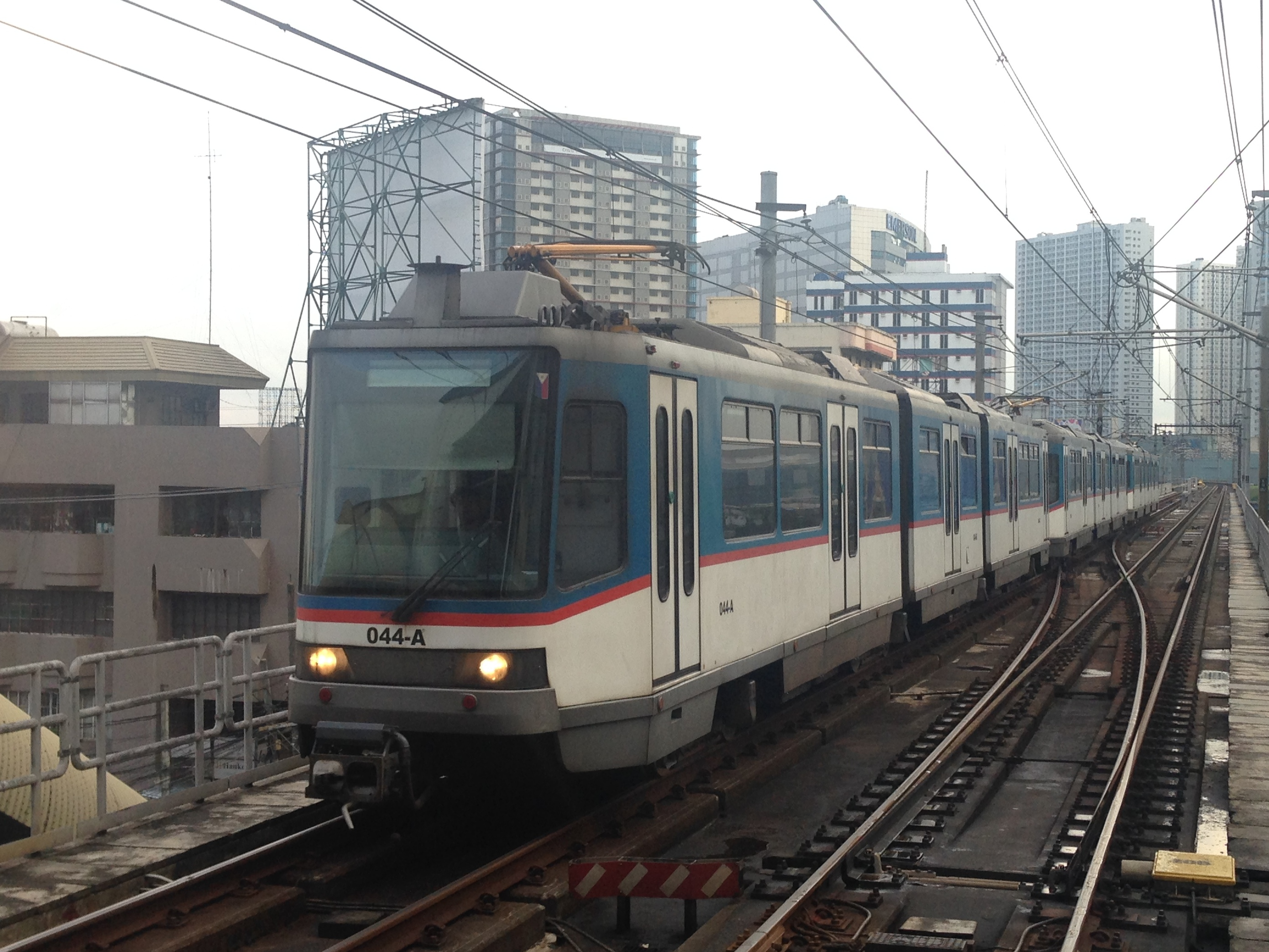
Tatra RT8D5 in Manilla
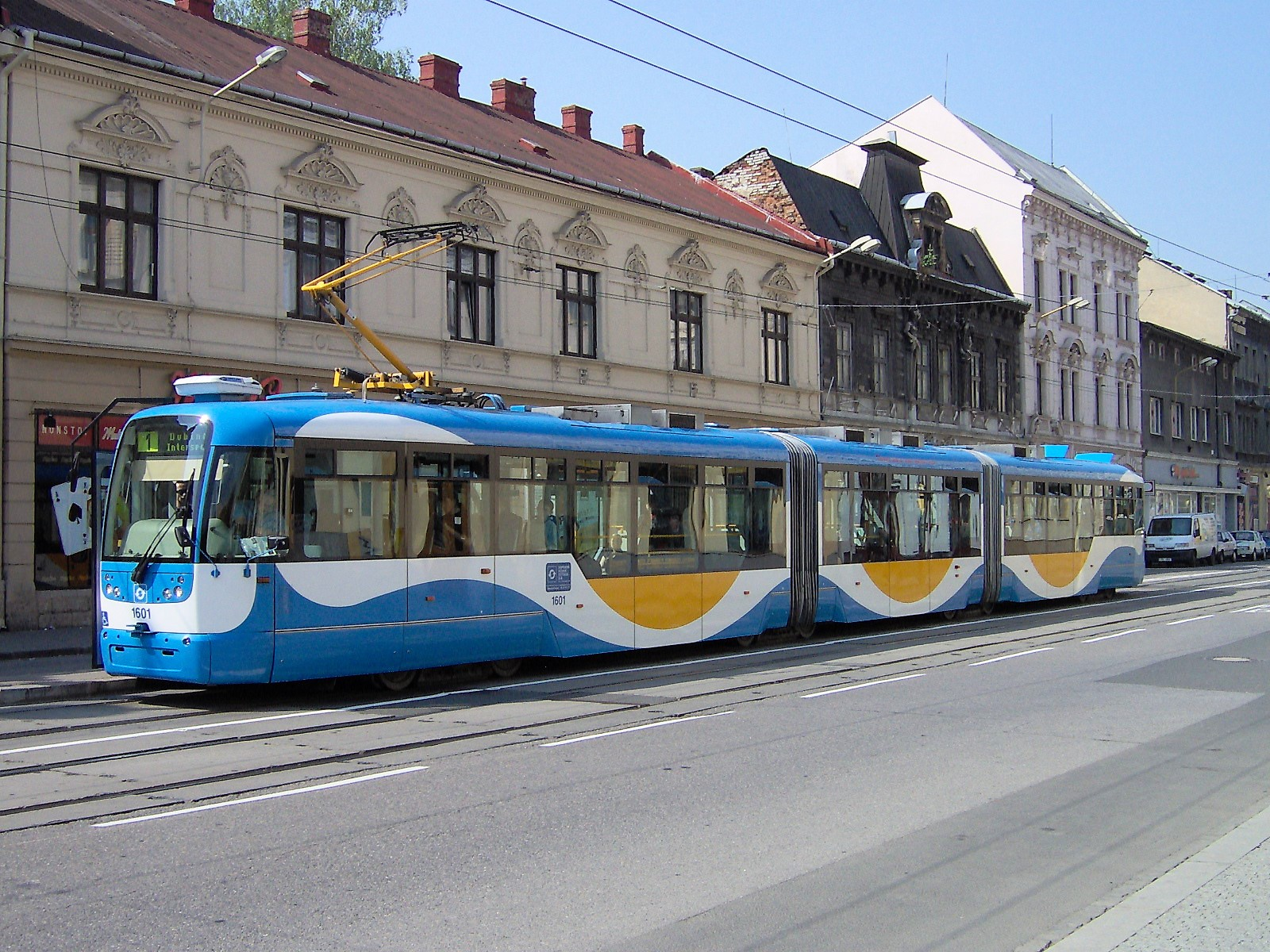
Vario LF3 (van Aliance TW) in Ostrava

## Overzicht van geleverde Tatra-trams
| Type-aanduiding | Bouwjaren         | Landen waaraan de trams werden geleverd                                     | Aantal |
| --------------- | ----------------- | --------------------------------------------------------------------------- | ------ |
| T1              | 1952-1958         | Tsjecho-Slowakije, Polen, Sovjet-Unie                                       | 287    |
| T2              | 1955-1962         | Tsjecho-Slowakije, Sovjet-Unie                                              | 771    |
| T2D             | 1966-1968         | DDR                                                                         | 117    |
| T3              | 1960-1989         | Tsjecho-Slowakije, Sovjet-Unie, DDR, Roemenië, Joegoslavië                  | 13.991 |
| T4              | 1967-1986         | Sovjet-Unie, DDR, Roemenië, Joegoslavië                                     | 2.635  |
| T5A5            | 1972 en 1981      | Prototype                                                                   | 2      |
| T5B6            | 1976              | Prototype                                                                   | 2      |
| T5C5            | 1980-1984         | Hongarije                                                                   | 322    |
| T6B5            | 1985-2000         | Bulgarije, Noord-Korea, Sovjet-Unie                                         | 1.203  |
| T6A2            | 1985-1999         | Bulgarije, DDR, Hongarije                                                   | 256    |
| T6A5            | 1992-1997         | Tsjecho-Slowakije                                                           | 260    |
| T7B5            | 1988-1993         | Tsjecho-Slowakije                                                           | 8      |
| T6C5            | 1998              | Prototype, USA (New Orleans), sinds 2003 Duitsland (Strausberger Eisenbahn) | 1      |
| K1              | 1964 en 1965      | Prototype                                                                   | 2      |
| K2              | 1966-1983         | Tsjecho-Slowakije, Sovjet-Unie, Joegoslavië                                 | 567    |
| K5AR            | 1970-1973         | Egypte                                                                      | 200    |
| KT4             | 1974-1990 en 1997 | Sovjet-Unie, DDR, Joegoslavië, Noord-Korea                                  | 1.767  |
| KT8D5           | 1986-1999         | Tsjecho-Slowakije, Noord-Korea, Sovjet-Unie                                 | 205    |
| RT6N1           | 1993-1997         | Tsjechië, Polen                                                             | 19     |
| RT6S            | 1997              | Tsjechië                                                                    | 1      |
| RT8D5           | 1997-1999         | Filipijnen                                                                  | 73     |

### Type-aanduiding
De vele verschillende door Tatra gebouwde tramtypen kregen een standaard-type-aanduiding, die in de loop der jaren werd aangepast en uitgebreid. Uit deze letter- en cijfercombinaties konden de hoofdkenmerken worden afgeleid.
Tramtype:
- T = motorwagen
- B = bijwagen
- K / KT / RT = gelede wagen

De volgende nummers geven het type-nummer aan, bij gelede wagens betrof dit het aantal assen.
De volgende letters werden vanaf de T5 en KT8 gebruikt:
- A = eenrichtingwagen met 6,7 m afstand tussen de draaistellen
- B = eenrichtingwagen met 7,5 m afstand tussen de draaistellen
- C = tweerichtingwagen met 6,7 m afstand tussen de draaistellen
- D = tweerichtingwagen met 7,5 m afstand tussen de draaistellen

De volgende cijfers (vanaf T5 / KT8) hadden betrekking op de breedte van de wagenbak:
- 2 = 2,2 m
- 5 = 2,5 m
- 6 = 2,6 m

Vanaf T2 respectievelijk K2 werd de type-aanduiding door volgende letters aangevuld, die het land van bestemming aangaven (bijvoorbeeld: D = DDR, H = Hongarije, SU = Sovjet-Unie, YU = Joegoslavië).
Een toegevoegde (kleine) t geeft aan, dat het voertuig met thyristorbesturing werd uitgerust.